# Rocket
ТОВ «Рокет Делівері» — дніпровська компанія, що доставляла їжу та продукти під брендом Rocket за допомогою мобільного застосунку в різних країнах. Користувач міг замовити доставку з партнерських магазинів та закладів харчування.

## Історія
Сервіс «Raketa» створили 2018 року Олексій Юхимчук та Станіслав Дмитрик у компанії «Pokupon». Перше замовлення було виконано 5 березня 2018 в Дніпрі. На запуск було витрачено $200 тис.
У серпні 2019 року Юхимчук, Дмитрик та ізраїльський бізнесмен Тимур Рохлін за невідому суму викупили в компанії «Pokupon» права на ПЗ та торгову марку Raketa і зареєстрували підприємство «Рокет делівері». Сума угоди не розголошувалася, за різними оцінками вона становила $0,5-5 млн. Рохлін інвестував через свої компанії «RIJV Holdings LTD» (Великобританія) та «Хоумленд Юкрейн».
У квітні 2020 року Рохлін вийшов зі складу бенефіціарів, його замінив його батько Ігор Рохлін. Його частка в компанії становила 80 %. Влітку 2020 року бізнес перейшов під контроль кіпрської компанії «Tisea Fresh Food Limited», де Юхимчук і Дмитрик мали по 7 % акцій, а рештою володів Ігор Рохлін.
11 листопада 2019 року сервіс почав діяти в Києві, де, зокрема, відкрили кухню, що працювала лише на замовлення онлайн (так звана англ. dark kitchen). 2022 року в Києві працювало п'ять таких кухонь. У березні 2020 почалася співпраця із мережею KFC.
У квітні 2020 Raketa почала доставку продуктів із мережі Ашан у Києві.
4 травня 2020 року було впроваджено фіксовану плату доставки, незалежно від вартості замовлення. З травня 2020 кур'єри почали доставляти страви з ресторанів «Пузата хата».
15 липня 2020 року компанія почала співпрацювати з McDonald's.
16 липня 2020 року сервіс почав роботу в Черкасах, Тернополі, Житомирі, Чернігові, Херсоні, Бучі, Ірпені, Броварах, Борисполі, Кременчуці[ангажоване джерело].
23 грудня 2020 сервіс перейменували на «Rocket», він почав працювати на Кіпрі.
15 квітня 2021 року Rocket відкрила офіс у Амстердамі. У червні 2021 року сервіс запустили у Франції та Греції.
20 грудня 2021 року Тимура Рохліна заарештували в Ізраїлі на запит про екстрадицію від Німеччини через розслідування шахрайських дій на мільйони євро, внаслідок яких постраждали сотні німецьких інвесторів. Інвестування проекту різко скоротилося, протягом грудня 2021—січня 2022 року було звільнено близько 50 працівників. Співзасновники почали шукати нове фінансування. 8 лютого 2022 року Тимура Рохліна випустили під заставу і лишили під домашнім арештом. Під арешт потрапила також частина його активів.
23 лютого 2022 року співзасновники Олексій Юхимчук та Станіслав Дмитрик повідомили про неспроможність оплачувати заробітні плати працівникам у Нідерландах, Франції, Португалії, Іспанії, Угорщині та на Кіпрі й оголосили про припинення діяльності в цих країнах.
18 березня 2022 року, співзасновники повідомили про припинення роботи і в Україні, оскільки знайти нового інвестора їм не вдалося. Задля часткової компенсації заборгованості співробітникам дозволили залишити робочу техніку.
В травні 2022 року ТОВ «Рокет Делівері» подала до Господарського суду Києва позов на справу про своє банкрутство. 6 липня суд відмовив у відкритті справи, бо компанія не надала доказів заборгованостей. 13 липня компанія змінила місце реєстрації з Києва на Луцьк, а 14 липня до Господарського суду Волинської області надійшла заява від компанії «Хоумленд Юкрейн» про банкрутство ТОВ «Рокет Делівері». Розгляд справи було призначено на 1 серпня.
11 вересня 2023 року майно ТОВ «Рокет Делівері» було продано за 138 тис. грн, зокрема торговельну марку «Rocket» — за 87 тис.
Кур'єри вважалися фрілансерами, доставляли замовлення пішки, на велосипедах, скутерах та авто. 1 лютого 2020 року компанія запровадила страхування кур'єрів.

## Громадська діяльність
Raketa спільно з Visa були партнером проекту БФ «Старенькі», який отримав відзнаку в кампанії «Партнерство заради сталого розвитку — 2020» (англ. Partnership for Sustainability Award) у категорії «Подолання пандемії COVID-19».
У грудні 2020-го року сервіс приєднався до проекту «Шукай свого в притулках», який привертає увагу до проблеми безпритульних тварин[ангажоване джерело].

## Рейтинги
- 2020 року мобільний застосунок компанії потрапив до десятки найпопулярніших у Європі в категорії «Їжа та напої»[36].
- 2021 року Forbes Ukraine включив Rocket до найкращих стартапів з українським корінням - №14 з оцінкою $50—100 млн[37].